# Lijst van neanderthalervondsten
Dit is een (onvolledige) lijst van neanderthalervondsten.
De eerste resten van wat later de neanderthaler zou gaan heten, naar het Latijn Homo neanderthalensis (mens uit het Neandertal), werden in 1856 in een steengroeve in het Neandertal bij Wuppertal in Duitsland bij toeval ontdekt.
Ze werden naar de Elberfelder HBS-leraar en professor natuurkunde Johann Carl Fuhlrott gebracht die de resten als botten herkende en ze toeschreef aan een voorheen onbekende uitgestorven mensensoort, waarvan eerder ook elders reeds niet als zodanig herkende fossiele skeletresten waren gevonden. Hij bleek gelijk te hebben. Zo kon zich onder Fuhlrotts leiding het wetenschappelijk vakgebied paleoantropologie gaan ontwikkelen.
Sindsdien werd de naam neanderthaler een geoniem voor deze soort, waarover meer bekend zou worden door volgende vondsten bij gerichte archeologische opgravingen.
De volgende resten zijn in de loop der jaren gevonden en aan neanderthalers toegeschreven. Niet al deze vondsten worden tegenwoordig nog als neanderthaler beschouwd.

## Europa
| jaar         | plaats                     | land                | item                            | datering   | afbeelding | opmerkingen |
| ------------ | -------------------------- | ------------------- | ------------------------------- | ---------- | ---------- | --- |
| 1833         | Engis (Grottes Schmerling) | België              | schedel (kind)                  |            |            | pas als zodanig herkend in 1936 |
| 1848         | Forbes' Quarry             | Gibraltar           | schedel                         |            |            | deze vondst dateerde van meer dan tien jaar vóór de publicatie van Charles Darwin's Origin of Species en acht jaar voorafgaand aan de beroemde "eerste" ontdekking van een neanderthaler-skelet in Duitsland. Na de publicatie van Origin of Species leidde een hernieuwde belangstelling voor de fossiele menselijke resten ertoe dat de schedel uit de vergetelheid werd gehaald en gepresenteerd op een bijeenkomst van de British Association for the Advancement of Science |
| 1856         | Neandertal                 | Duitsland           | skelet                          |            |            | |
| 1865         | La Naulette                | België              | skeletresten                    |            |            | |
| 1886         | Spy                        | België              | skeletten                       |            |            | eerste beschreven vondst neanderthaler-rest bij Moustérien-werktuigen |
| 1887         | Bañolas                    | Spanje              | onderkaak                       |            |            | |
| 1887 en 1892 | Taubach                    | Duitsland           | kiezen                          |            |            | |
| 1888         | Šipka                      | Tsjechië            | onderkaak (kind)                |            |            | opnieuw vondst neanderthaler-rest bij Moustérien-werktuigen |
| 1888         | Malarnaud                  | Frankrijk           | onderkaak                       |            |            | |
| 1895         | Isturitz                   | Frankrijk           | onderkaak                       |            |            | |
| 1895         | Fonds-de-Forêt             | België              | dijbeen                         |            |            | beschreven in De Loë, "Belgique ancienne" I |
| 1899 - 1905  | Krapina                    | Kroatië             | skeletresten                    |            |            | eerste aanwijzingen voor kannibalisme |
| 1905         | Ochoz                      | Tsjechië            | onderkaak                       |            |            | |
| 1907         | Les Rivaux                 | Frankrijk           | kies                            |            |            | |
| 1908         | Le Moustier 1              | Frankrijk           | skelet                          |            |            | de "Jongeling van Le Mouster": graf met grafgift, duidend op geloof in een hiernamaals; eerste reconstructie door Hermann Klaatsch |
| 1908         | La Chapelle-aux-Saints     | Frankrijk           | skelet                          |            |            | de "Oude Man van La-Chapelle-aux-Saints"; eerste reconstructie door Marcellin Boule |
| 1909         | Pech de l'Azé              | Frankrijk           | kinderschedel                   |            |            | |
| 1909-1921    | La Ferrassie               | Frankrijk           | skeletten                       |            |            | |
| 1910         | Saint Brèlade              | Jersey              | tanden en kiezen                |            |            | |
| 1910 - 1926  | La Quina                   | Frankrijk           | skeletresten en skelet          |            |            | |
| 1914         | Ehringsdorf I              | Duitsland           | onderkaak                       |            |            | |
| 1914         | Le Moustier 2              | Frankrijk           | skelet                          |            |            | |
| 1915         | La Quina                   | Frankrijk           | schedel                         |            |            | |
| 1916         | Ehringsdorf II             | Duitsland           | skeletresten                    |            |            | |
| 1924         | Kiik Koba                  | Oekraïne (Krim)     | skeletten                       |            |            | |
| 1925         | Ehringsdorf                | Duitsland           | schedel                         |            |            | |
| 1926         | Devil's Tower              | Gibraltar           | schedel (kind)                  |            |            | |
| 1926         | Gánovce                    | Slowakije           | natuurlijk hersenafgietsel      |            |            | |
| 1928         | La Cave                    | Frankrijk           | tanden                          |            |            | |
| 1928         | Malarnaud-Las Maretas      | Frankrijk           | kiezen                          |            |            | |
| 1929         | Saccopastore I             | Italië              | schedel                         |            |            | |
| 1932         | Subalyuk                   | Hongarije           | skelet en schedel               |            |            | |
| 1933         | Cova Negra                 | Spanje              | schedelfragment                 |            |            | |
| 1935         | Saccopastore II            | Italië              | schedel                         |            |            | |
| 1935         | Swanscombe                 | Verenigd Koninkrijk | schedelfragment                 |            |            | later als H. heidelbergensis ingedeeld |
| 1939         | Guattari I en II           | Italië              | schedel en onderkaak            |            |            | eerder beschreven als Monte Circeo |
| 1947         | Arcy-sur-Cure              | Frankrijk           | kiezen en schedelfragmenten     |            |            | |
| 1947         | Fontechévade               | Frankrijk           | schedelfragmenten               |            |            | |
| 1950         | Guattari III               | Italië              | onderkaak                       |            |            | |
| 1951         | Grotte de la Verrerie      | Frankrijk           | spaakbeenfragment en kiezen     |            |            | |
| 1951         | Monsempron-Libos           | Frankrijk           | schedelresten en tanden         |            |            | |
| 1953         | Le Lazaret                 | Frankrijk           | tand                            |            |            | |
| 1953         | Staroselje                 | Krim                | skelet                          |            |            | |
| 1953 - 1954  | Guattari IV                | Italië              | kaakfragmenten en tanden        |            |            | |
| 1955         | Píñar                      | Spanje              | schedelfragmenten               |            |            | |
| 1955         | Genay                      | Frankrijk           | tanden en diverse fragmenten    |            |            | |
| 1955         | Gánovce                    | Slowakije           | beenafdrukken                   |            |            | |
| 1956 ?       | Saint Brais                | Zwitserland         | tand                            |            |            | |
| 1958         | Leuca I                    | Italië              | kies                            |            |            | |
| 1960         | Petralona                  | Griekenland         | schedel                         |            |            | later aangemerkt als mogelijk Homo erectus of Homo heidelbergensis |
| 1961         | Šaľa                       | Slowakije           | voorhoofdsbeen                  |            |            | |
| 1964         | Ochoz                      | Tsjechië            | kies en schedelfragment         |            |            | |
| 1965         | Kůlna                      | Tsjechië            | bovenkaak                       |            |            | |
| 1971         | Tautavel (Arago)           | Frankrijk           | schedel en onderkaken           |            |            | later aangemerkt als ouder, mogelijk Homo heidelbergensis |
| 1990         | Scladina                   | België              | fragmenten van een 8-jarig kind | 127.000 BP |            | |
| 2001         | Zeelandbanken              | Nederland           | voorhoofdsbeen                  |            |            | bekend als "Krijn" |

## Centraal-Azië
| jaar | plaats         | land        | item                        | datering      | afbeelding | opmerkingen                             |
| ---- | -------------- | ----------- | --------------------------- | ------------- | ---------- | --------------------------------------- |
| 1938 | Tesjik Tasj    | Oezbekistan | skelet                      |               |            | aanduidingen van een rituele begrafenis |
| 1958 | Omonqoʻtongrot | Oezbekistan | dijbeen                     |               |            |                                         |
| 1984 | Okladnikovgrot | Rusland     | diverse fragmenten          |               |            | meest oostelijke neandertalervonsten    |
| 2003 | Obirahmatgrot  | Oezbekistan | tanden en schedelfragmenten | 100/70.000 BP |            |                                         |

## West-Azië
| jaar | plaats               | land      | item                                                               | datering      | afbeelding | opmerkingen                                            |
| ---- | -------------------- | --------- | ------------------------------------------------------------------ | ------------- | ---------- | ------------------------------------------------------ |
| 1925 | Mugharet el-Zuttiyeh | Palestina | schedel                                                            |               |            | "Palestina-schedel", waarschijnlijk H. heidelbergensis |
| 1928 | Shuqba               | Palestina | kies                                                               |               |            | meest zuidelijke neanderthalervondst                   |
| 1931 | Skhoel               | Palestina | skeletten                                                          |               |            | later als vroege moderne mensen aangemerkt             |
| 1933 | Taboen               | Palestina | skelet en onderkaak                                                | 170-90.000 BP |            |                                                        |
| 1935 | Djebel Kafzeh        | Palestina | skeletresten                                                       |               |            | later als vroege moderne mensen aangemerkt             |
| 1951 | Shanidar             | Irak      | skeletten                                                          |               |            | "bloemengraven" (omstreden)                            |
| 1965 | Kebara               | Israel    | skeletresten van zeker 21 individuen                               | 64-59.000 BP  |            |                                                        |
| 1993 | Dederiyeh            | Syrië     | resten van 17 individuen waaronder 2 bijna volledige kindskeletten | 50.000 BP     |            |                                                        |
| 2018 | Wezmeh-grot          | Iran      | tand van 6- tot 10-jarig kind                                      |               |            |                                                        |

## Afrika
De Afrikaanse vondsten worden tegenwoordig meest aan H. heidelbergensis of de vroege moderne mens toegeschreven.
| jaar | plaats      | land        | item              | datering | afbeelding | opmerkingen                                                  |
| ---- | ----------- | ----------- | ----------------- | -------- | ---------- | ------------------------------------------------------------ |
| 1921 | Broken Hill | Zimbabwe    | skeletten         |          |            | Rhodesië-mens, later als H. heidelbergensis ingedeeld        |
| 1932 | Diré Dawa   | Ethiopië    | onderkaak         |          |            | Porc-Epicgrot, aan vroege moderne mens toegeschreven         |
| 1933 | Rabat       | Marokko     | kaakfragmenten    |          |            | Kebibat-mens, aan vroege moderne mens toegeschreven          |
| 1939 | Tanger      | Marokko     | bovenkaak         |          |            | Mugharet el-'Aliya, aan vroege moderne mens toegeschreven    |
| 1947 | Makapansgat | Zuid-Afrika | onderkaak         |          |            | ook bekend als de Sterkfontein-grotten                       |
| 1952 | Haua Fteah  | Libië       | onderkaakfragment |          |            | aan vroege moderne mens toegeschreven                        |
| 1953 | Hopefield   | Zuid-Afrika | schedel           |          |            | Saldanha-1, tegenwoordig aan H.heidelbergensis toegeschreven |
| 1955 | Hopefield   | Zuid-Afrika | onderkaakfragment |          |            |                                                              |
| 1962 | Olduvai     | Tanzania    | schedelfragment   |          |            |                                                              |

## Oost- en Zuidoost-Azië
| jaar | plaats   | land      | item                            | datering | afbeelding | opmerkingen                                          |
| ---- | -------- | --------- | ------------------------------- | -------- | ---------- | ---------------------------------------------------- |
| 1931 | Ngandong | Indonesië | schedels                        |          |            | Solo-mens, mogelijk late ondersoort van Homo erectus |
| 1957 | Ushikawa | Japan     | fragmenten van een bovenarmbeen |          |            | datering en menselijke oorsprong omstreden           |